# Michael Heupel

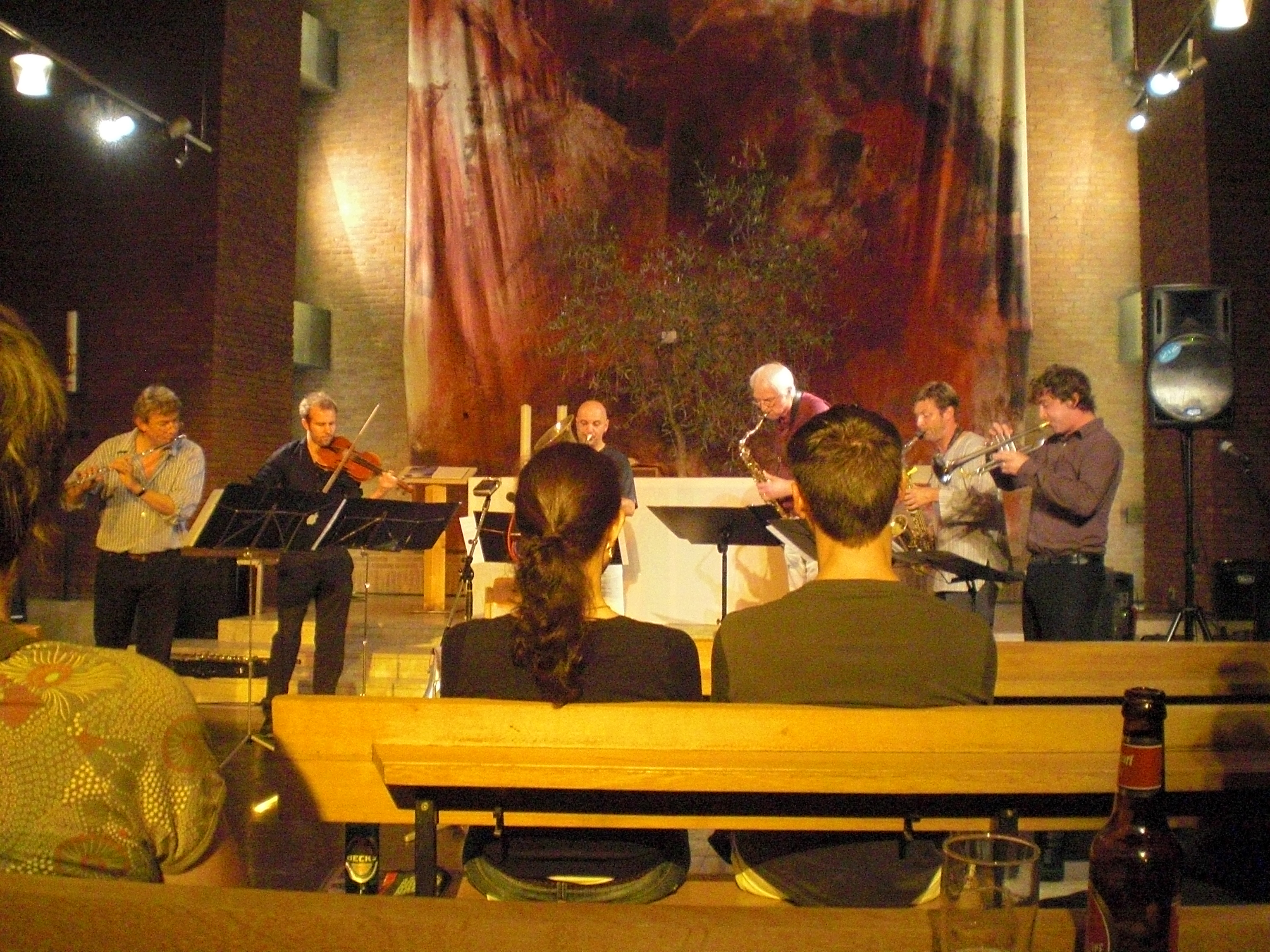
Michael Heupel (erster von links) mit Norbert Steins Pata on the Cadillac, Lutherkirche (Köln) September 2011

Michael Heupel (* 1955 in Bonn) ist ein deutscher Jazzflötist.

## Leben und Wirken
Heupel studierte Flöte an der Musikhochschule Köln. Von 1980 bis 1985 gehörte er der multimedialen Gruppe Boury an. Seit 1984 tritt er auch solistisch mit eigenen Kompositionen auf. Mit Norbert Steins Pata Masters unternahm er Tourneen durch Asien, Afrika und Lateinamerika. Er gehört seit langen Jahren zu vielen von Norbert Steins Pata Projekten. Im Duo mit Xu Fengxia spielte er die Bassflöte und die Subkontrabassflöte. 1990 gründete er ein eigenes Quartett. Außerdem arbeitete er mit Musikern wie Markus Stockhausen, Christoph Haberer (u. a. JazzFest Berlin), Christopher Dell, Christian Ramond, Jeff Cascaro, Stefan Bauer,  im James Choice Orchestra und der Gruppe Flautomania (mit Christian Torkewitz, Christian von Kaphengst und Andreas Molino). Mit dem Gitarristen Uwe Kropinski hat er vier abwechslungsreiche Duo-CDs aufgenommen. Als Sessionmusiker arbeitete er auch mit Die Fantastischen Vier (Unplugged) und Unheilig (Unplugged).
Heupel unterrichtet Jazzflöte an der Hochschule für Musik Köln.

## Diskographische Hinweise
- Die Kälte des Weltraums, 1991 (Kompositionen von Horst Grabosch, mit Achim Krämer und Thomas Witzmann)
- Caravan of Dreams, 1992 (mit der gleichnamigen Band von Richard Sinclair)
- African Notebook, 1995 (mit Uwe Kropinski)
- Jubilee (10 Jahre Kölner Philharmonie), 1996 (mit den Brüdern Stockhausen und der WDR-Big Band)
- News of Roy Ubu, 1997 (mit Norbert Stein und Musikern der Association à la Recherche d’un Folklore Imaginaire)
- Sentimental Moods, 2005 (mit Kropinski)
- Marula in All mit Uwe Kropinski, Majid Bekkas, Aly Keïta (Morgenland Records, 2008)
- Pata on the Cadillac (mit der gleichnamigen Band von Norbert Stein)
- Stefan Bauer & Michael Heupel: Tête-à-Tête (JazzHausMusik 2022)